# مکسر وسطی
مکسر وسطی، روستایی از توابع بخش مرکزی شهرستان بندر ماهشهر در استان خوزستان ایران است.

## جمعیت
این روستا در دهستان جراحی قرار دارد و براساس سرشماری مرکز آمار ایران در سال۱۴۰۰، جمعیت آن160 نفر( 40 خانوار) است.